# Еміль Кізеветтер
Еміль Кізеветтер (англ. Emil Kiesewetter, 15 травня 1845, Прерія — 28 жовтня 1924, Колумбус) — американський політик-демократ в штаті Огайо, США. Був державним аудитором штату Огайо з 1884 по 1888 рік.

## Біографія
Кізеветтер народився 15 травня 1845 в місті Прерії, округ Франклін, штат Огайо. Його батьки Теодор і Джоанна Е. Кізеветтер, вихідці з Німеччини, які емігрували в округ Франклін в 1844 році. Вони мешкали в місті де народився маленький Еміль до 1849, після чого переїхали в столицю штату місто Колумбус. Його мати померла в 1850 році, а батько помер в 1874 році.
У віці 12 років, Кізеветтер почав працювати в готелі Колумбус. Пізніше він поступив до комерційного училища в своєму місті, де навчався бухгалтерії. Він працював у цій галузі до 1862 року.
30 вересня 1862 року Кізеветтер був зарахований, який рядовий до компанії Б, 46-го піхотного батальйону Огайо під час громадянської війни в Америці. 14 травня 1864 року у битві при Ресака, він був важко поранений в ліве стегно. Він був прикутий до ліжка протягом семи місяців, поки рана не стала гангреною. Під час тривалого лікування, він видужав і 31 березня 1865 року в Кемп Чейзі, Колумбус, його було виписано. Він залишався в таборі в ролі клерка до 25 серпня, потім його найняли бухгалтером до фірми у Колумбусі. Він працював там до 1878 року.
У 1878 році Кізеветтер був обраний аудитором в окрузі Франклін. Осінню 1883 року на з'їзді Демократичної партії він був номінований на державного аудитора в штаті Огайо, перемігши республіканця Джона Ф. Огліві. Вступив на посаду 14 січня 1884 року і обіймав її протягом чотирьох років до 9 січня 1888 року.
Кізеветтер помер 28 жовтня 1924 року, і був похований на кладовищі Грін Лон, Колумбус, штат Огайо .